# Lamprotornis regius
El estornino de pecho dorado (Lamprotornis regius) o estornino real es un miembro de la familia Sturnidae nativo del África oriental. Sus poblaciones se extienden por Etiopía, Somalia, Kenia y el norte de Tanzania.

## Galería

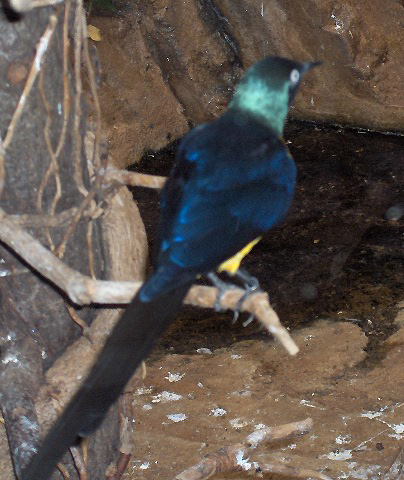
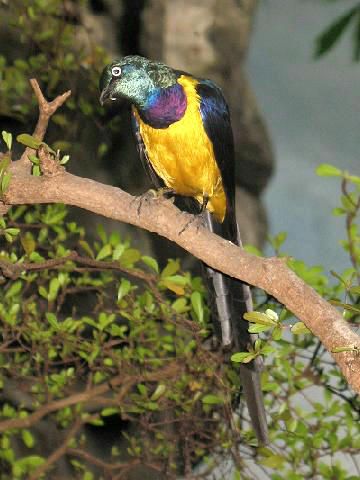

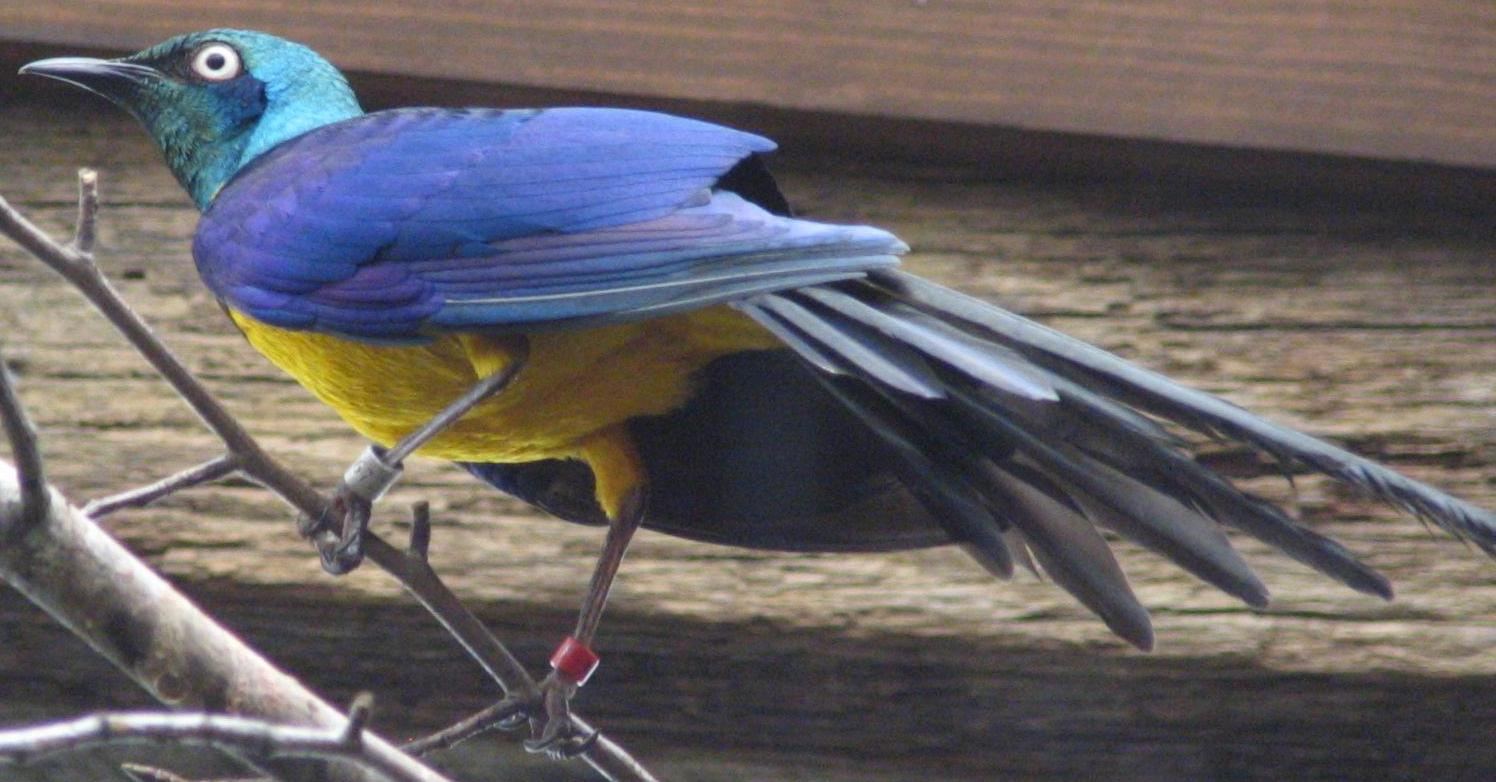
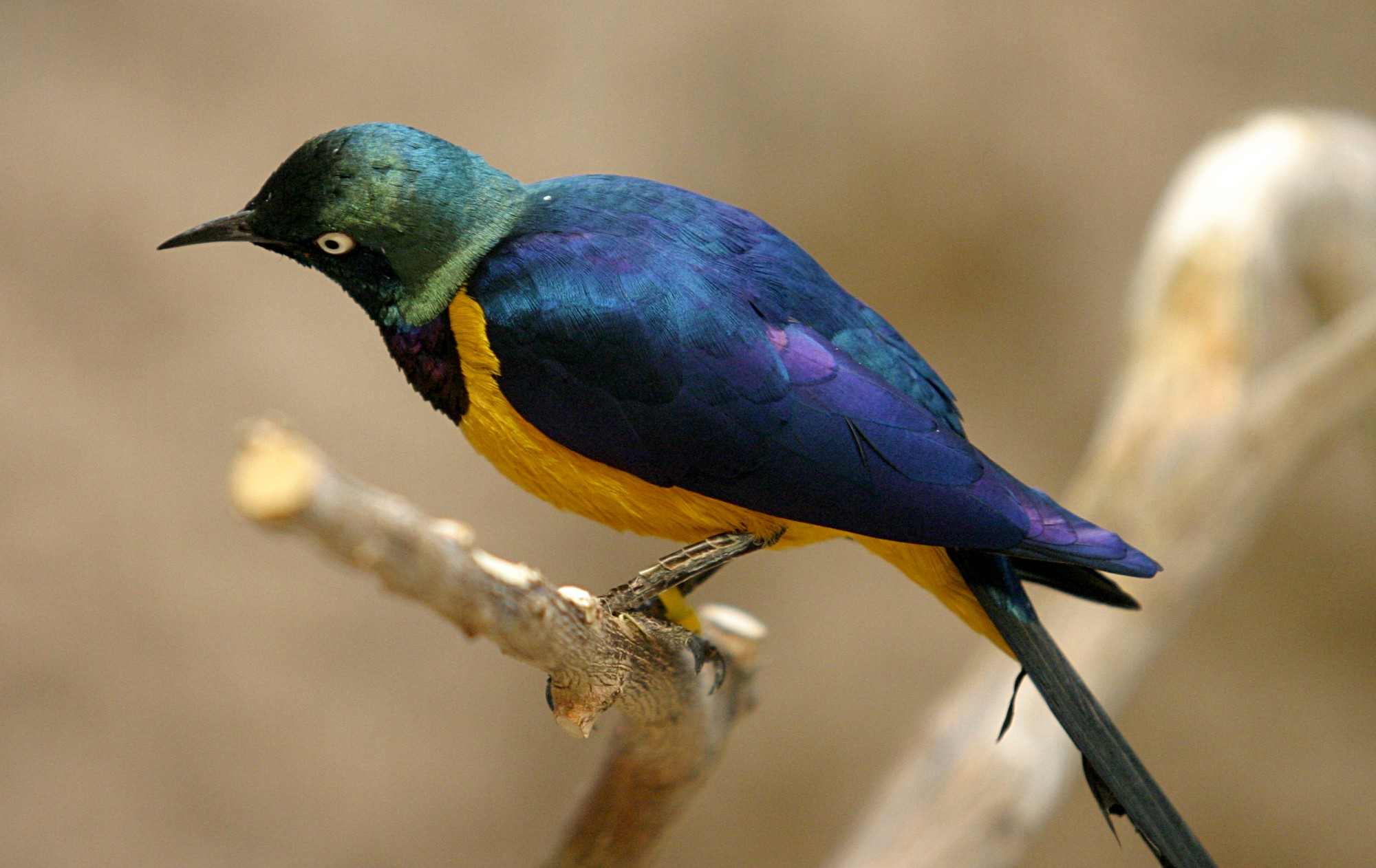
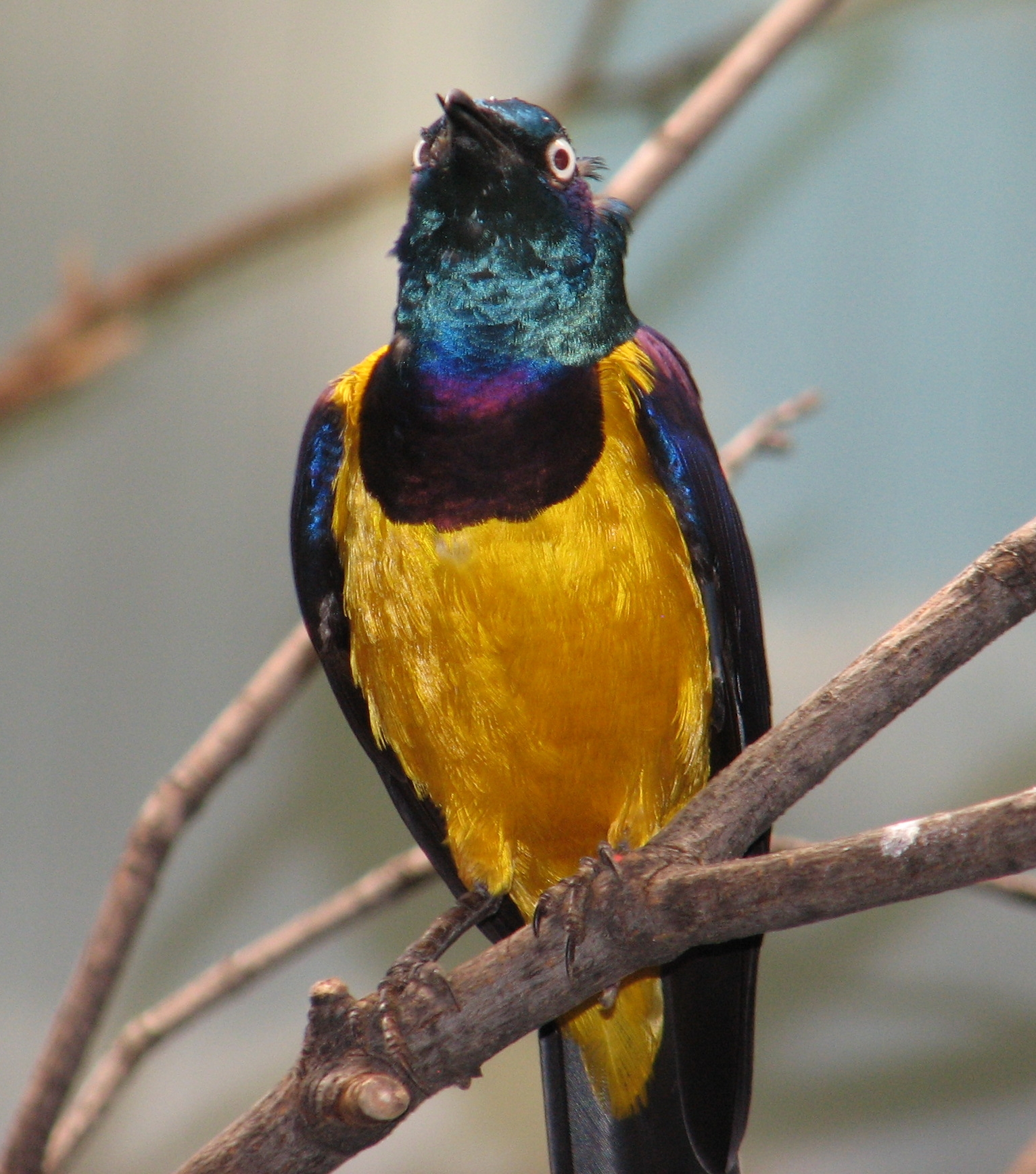

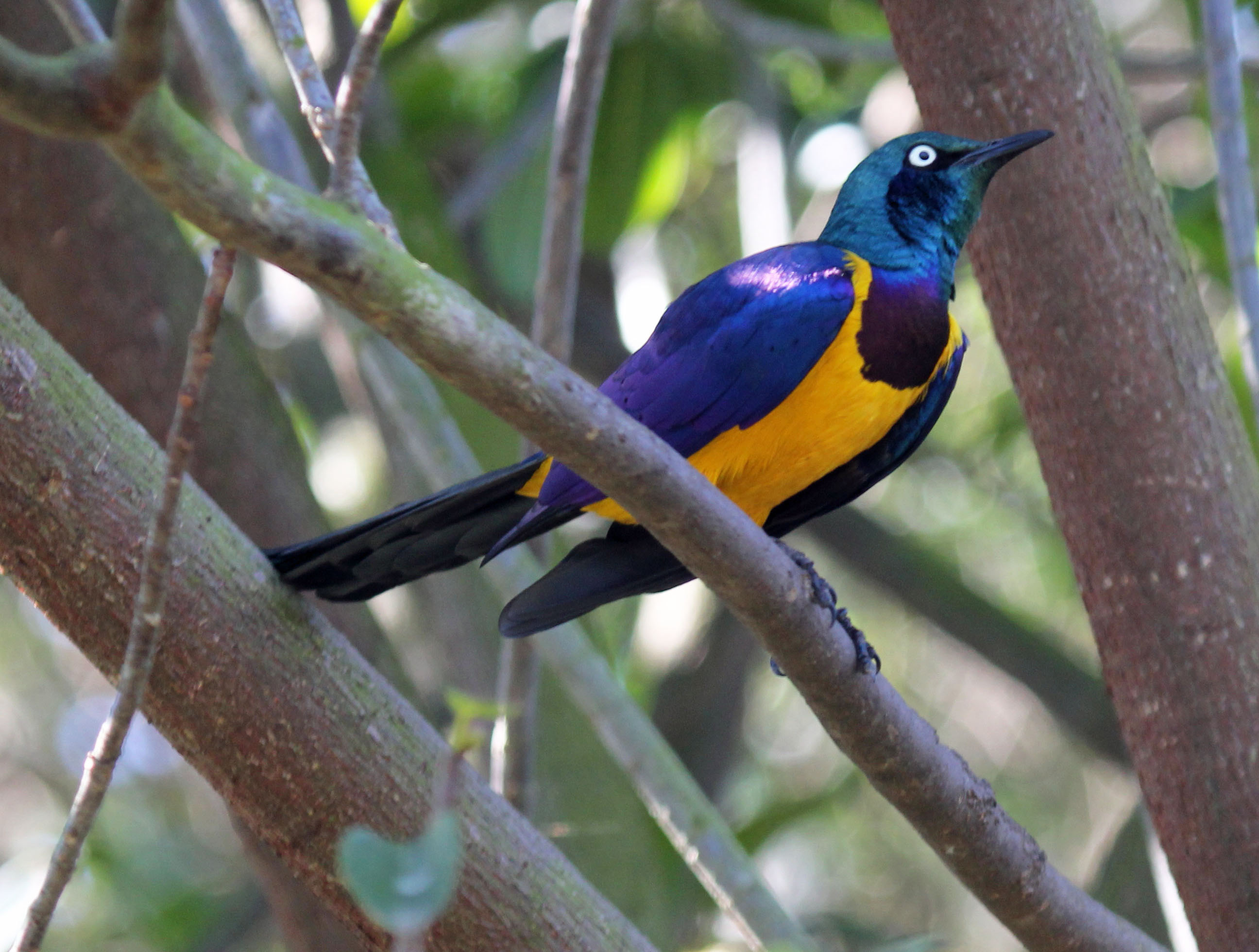
Birds of Eden aviary, South Africa
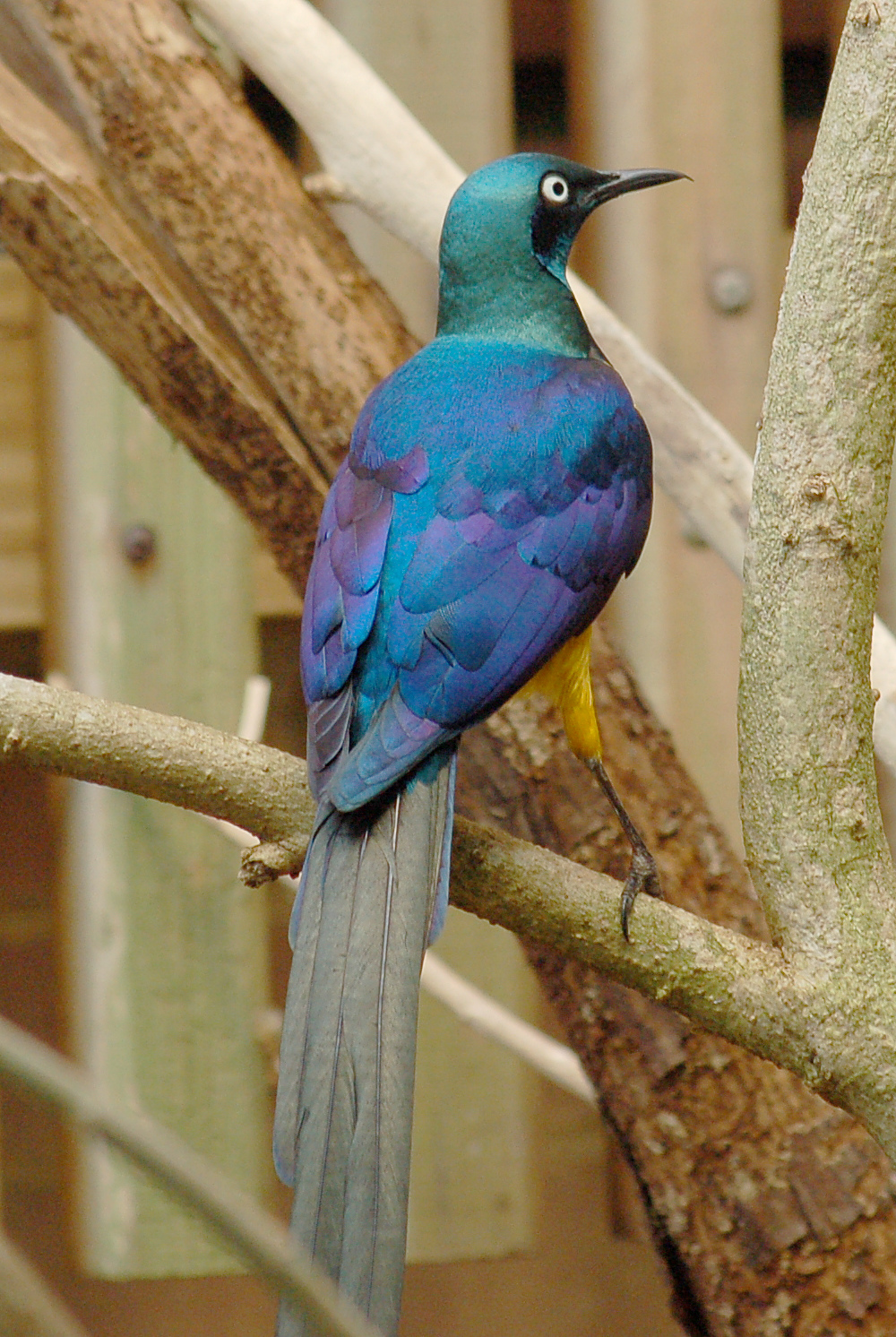
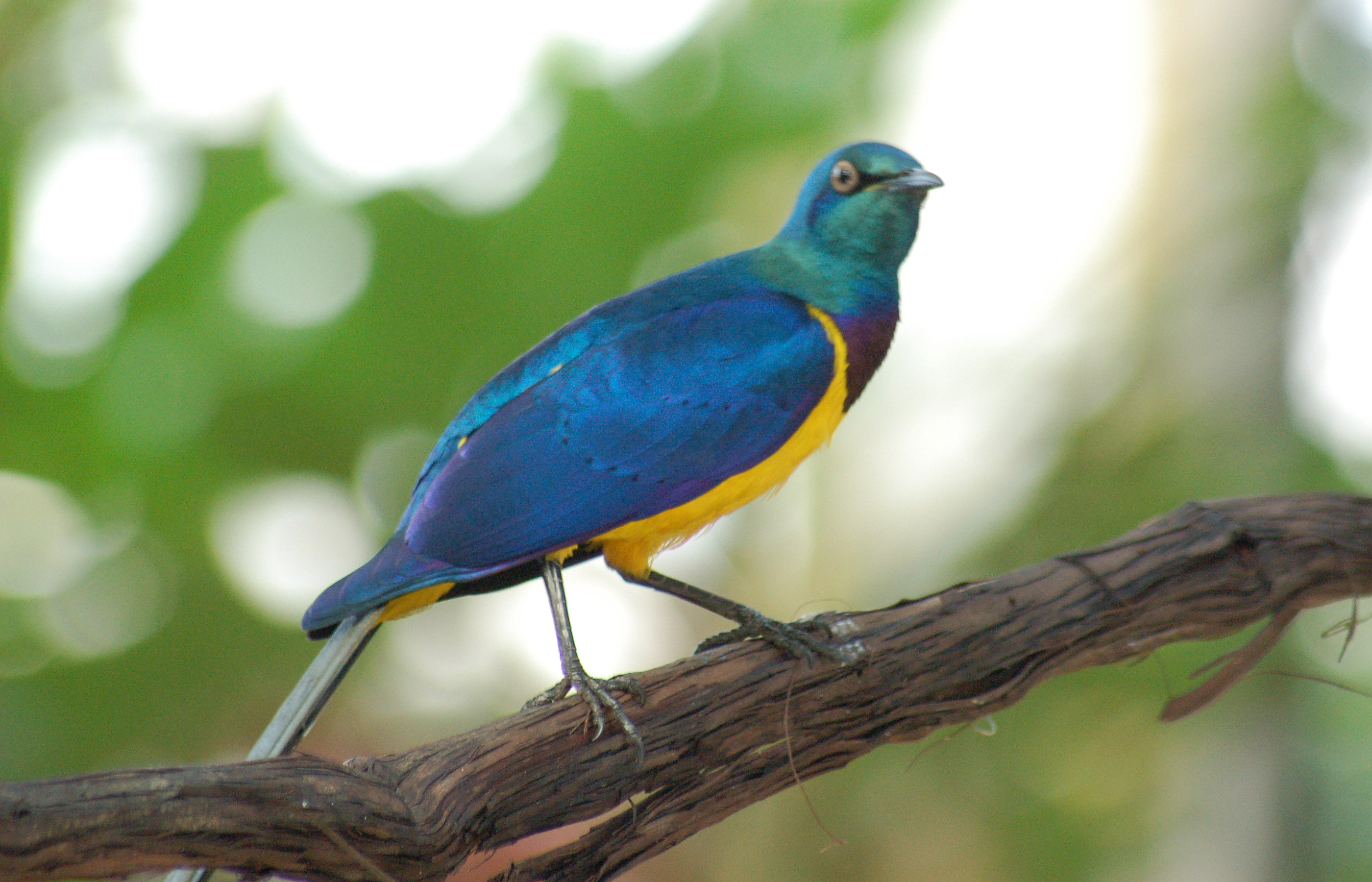